# Alek Wek
Alek Wek, née le 16 avril 1977 est un mannequin et actrice sud-soudanaise dont la carrière débute notablement en 1997. Elle a été saluée pour son influence sur la perception de la beauté dans l'industrie de la mode. Elle est originaire de l'ethnie Dinka au Soudan du Sud, mais a fui en Grande-Bretagne en 1991 pour échapper à la guerre civile au Soudan. Elle vit actuellement à Brooklyn, New York.

## Biographie

### Enfance
Appartenant à l'ethnie Dinka, après avoir dû gagner Khartoum en 1989, elle fuit son pays avec sa famille en 1991 en Grande-Bretagne pour échapper à la guerre civile entre les Chrétiens du Sud et les Musulmans du Nord.
Elle commence sa carrière à l'âge dix-huit ans. Lors d'une fête en 1997, elle reçoit une proposition d'essai de la part de Fiona Ellis. Mais craignant le canular, elle refuse. Elle se fait remarquer dès le milieu de l'année 1997 où elle apparait pour la robe de mariée, final du défilé de Vivienne Westwood. Quelques mois plus tard, elle tente sa chance à New York, où Steven Meisel lui propose de poser, décrochant ainsi la campagne de pub pour les maquillages François Nars. Alek Wek devient alors très demandée, elle enchaîne les séances photos, les défilés et les couvertures de magazines. En 1999, elle reçoit même le « Vénus de la Mode », qui sacre le meilleur mannequin de l'année.

### Carrière
Elle défile pour des créateurs tels que John Galliano, Donna Karan, Calvin Klein, Ermanno Scervino et a été plusieurs fois « la mariée » dans les défilés de Christian Lacroix.
En 1995, elle apparaît dans le clip GoldenEye de Tina Turner. En 1996, elle travaille pour l'agence Ford Models et s'installe à New York. Elle apparaît dans le clip de Janet Jackson Got 'Til It's Gone et est nommé cette année là "Mannequin de l'année" par MTV. Elle devient la première mannequin noire à faire la couverture du Elle US en 1997
En 2002, elle est une des actrices de Frères du désert, aux côtés de Kate Hudson. Elle joue le rôle d'une des professeurs de danse dans le remake du film Suspiria (2018).
Au-delà de sa carrière, la top model s'implique dans l'humanitaire, notamment pour Vision Mondiale, une association qui lutte contre le SIDA, et pour Médecins sans frontières au Soudan.

### Vie privée
Elle vit en 2015 à Brooklyn avec son conjoint.